# Chỉ Đạo
Chỉ Đạo là một xã thuộc huyện Văn Lâm, tỉnh Hưng Yên, Việt Nam.

## Địa lý
Xã Chỉ Đạo nằm ở trung tâm huyện Văn Lâm, có vị trí địa lý:
- Phía đông giáp xã Đại Đồng
- Phía tây giáp xã Lạc Đạo
- Phía nam giáp xã Minh Hải
- Phía bắc giáp tỉnh Bắc Ninh.

Xã Chỉ Đạo có diện tích 6,02 km², dân số năm 2020 là 8.656 người, mật độ dân số đạt 1.473 người/km².

## Hành chính
Xã Chỉ Đạo được chia thành 4 thôn: Nghĩa Lộ (làng Nghĩa), Đông Mai (làng Hè), Trịnh Xá (làng Trịnh), Cát Lư (làng Cát gồm Cát Lớn và Cát Con).

## Lịch sử
Dưới thời nhà Lý, xã Chỉ Đạo là một khu vực của huyện Gia Lâm, huyện Tế Giang thuộc phủ Thiên Đức, từ thời Hậu Lê thuộc Phủ Thuận An, trấn Kinh Bắc.
Năm 1831, vua Minh Mạng cho đổi trấn Kinh Bắc thành tỉnh Bắc Ninh. Xã Chỉ Đạo lúc này thuộc huyện Gia Lâm, Văn Giang, Siêu Loại thuộc phủ Thuận An, tỉnh Bắc Ninh.
Năm 1862, phủ Thuận An được đổi tên thành phủ Thuận Thành, từ đó xã Chỉ Đạo thuộc phủ Thuận Thành, tỉnh Bắc Ninh.
Năm 1891 bỏ Đạo Bãi Xậy sáp nhập huyện Văn Lâm vào tỉnh Hưng Yên lúc này xã Chỉ Đạo thuộc huyện Văn Lâm tỉnh Hưng Yên.
sau cách mang tháng 8-1945 xã Huỳnh Thúc Kháng được thành lập đến tháng 9 năm 1948 được đổi tên thành xã Chỉ Đạo là tên chính thức cho đến nay.
Ngày 24 tháng 7 năm 1999, Chính phủ ban hành Nghị định 60/1999/NĐ-CP về việc chia huyện Mỹ Văn thành 3 huyện: Mỹ Hào, Văn Lâm và Yên Mỹ. Xã Chỉ Đạo trực thuộc huyện Văn Lâm.

## Kinh tế
Xã Chỉ Đạo ngoài sản xuất nông nghiệp như trồng lúa hai vụ, trồng rau màu vụ đông, chăn nuôi lợn, gia cầm thì xã còn có thêm một số làng nghề, nghề thủ công, nghề phụ lúc nông nhàn. Ở làng Đông Mai có nghề tái chế chì, bình ắc quy. Tuy nhiên nghề này rất độc hại và gây ô nhiễm môi trường rất lớn. Làng Cát một số hộ có nghề làm mũ cối. Những lúc nông nhàn một số hộ có nghề đi gom lẻ phế liệu. Với lợi thế liền kề khu công nghiệp Phố Nối A nên lao động tại các công ty, doanh nghiệp cũng khá thuận lợi, dễ dàng.

## Văn hóa

### Nghề đúc đồng
Ở Hưng Yên, 3 trong 5 làng nghề đúc đồng tạo nên làng Ngũ Xã (Hà Nội) là châu Mỹ, Long Thượng (xã Đại Đồng) và Đông Mai (xã Chỉ Đạo) thuộc huyện Văn Lâm đều thờ ông thánh tổ Nguyễn Minh Không với tư cách tổ nghề đúc đồng của các làng nghề này.

### Làng ung thư
Từ cách đây gần ba mươi năm, nhiều người dân xã này đã bắt đầu xây dựng những cơ sở tái chế chì nhỏ lẻ để mưu sinh. Theo những người dân sinh sống ở đây những cơ sở tái chế này là nguyên nhân chủ yếu đưa đến việc ô nhiễm môi trường hiện tại (2014). Nó đưa tới những hiện tượng bất thường như con số đông người chết vì bệnh ung thư chỉ trong một thời gian ngắn.

### Di tích
Xã Chỉ Đạo có Đình Trịnh Xá và Đình Cát Lư là các di tích lịch sử văn hóa lâu đời, thờ các vị tướng nhà Đinh có công dẹp loạn 12 sứ quân.
Bốn vị thành hoàng làng là các tướng nhà Đinh gồm Lý Đài Công, Đặng Mộ Nương, Lý Trâu Công, Lý Quốc Công. Tư liệu Hán Nôm tại Viện Nghiên cứu Hán Nôm và câu đối, văn bia hoành phi ở địa phương khẳng định: Các vị bản cảnh thành hoàng có công lao lớn với vua, với dân, xứng với các chữ: “Sống là trung thần, hóa là linh thần”, danh thơm trường tồn cùng sông núi, đạo đức sáng cùng mặt trăng, mặt trời.
Thần tích kể, thời 12 sứ quân có gia đình ông Lý Miên, vợ là Nguyễn Thị Nhân tiên tổ bản quán ở Long Hưng, Thái Bình; mấy đời trước gia đình họ Lý lánh nạn đến trang Xuân Phao, Văn Ổ, thuộc xã Lộng Đình, tổng Đại Từ, huyện Tế Giang, phủ Thuận An, xứ Kinh Bắc. Ông bà làm thuốc chữa bệnh cứu người. Cùng khi ấy có nhà họ Đặng ở thôn Cự Đình, xã Lộng Đình tuổi cao mà chưa sinh nở. Hai gia đình thành tâm đến chùa Tháp Cục Thiền của làng lễ Phật cầu tự. Cảm nghĩa, trời cho người của thiên đình đầu thai vào hai gia đình họ Lý, họ Đặng. Giờ Dần ngày mồng 4 tháng 1 năm Giáp Thìn, hai nhà cùng sinh con. Nhà họ Lý sinh con trai, hình hài uy nghi, đặt tên là Lý Đài. Nhà họ Đặng sinh con gái, mặt sáng như gương, mắt đẹp như sao trời, đặt tên là Đặng Mộ. Đến năm Bính Ngọ, giờ Dần, ngày 3 tháng 3, bà Nhân sinh tiếp hai con trai, mặt vuông, tai lớn đặt tên là Lý Trâu và Lý Quốc. Hai người đều có năng khiếu về văn, võ. Ba anh em theo thầy học kinh sách hơn 10 năm. Đài Công và Mộ Nương đến tuổi trưởng thành được cha mẹ hai nhà cho kết duyên chồng vợ. Khi cha mẹ qua đời, Đài Công và hai em được bố mẹ Mộ Nương đón về nuôi dưỡng che chở. Được 2 năm thì có loạn 12 sứ quân. Đứng lên dẹp loạn 12 sứ quân là Đinh Bộ Lĩnh. Đinh Bộ Lĩnh đã sai Đại tướng quân Nguyễn Bặc về đạo Tế Giang tìm địa điểm quân sự. Nghe tin Nguyễn Bặc nghỉ ở làng, ba anh em Đài Công mang hơn 30 nghĩa binh là dân các thôn Lộng Đình, Trình Xá, Cát Lư do mình tuyển chọn đến xin làm gia thần. Ba anh em đem binh mã theo Nguyễn Bặc về Hoa Lư. Đinh Bộ Lĩnh thử tài, biết các ông là người tài năng, mưu lược xuất chúng liền giao chức vụ Chưởng lĩnh tả đạo binh giới kiêm Tham tán mưu sự, sai ba ông chỉ huy hùng binh thủy bộ diệt trừ các sứ quân. Đất nước trở lại thái bình. Đinh Tiên Hoàng lên ngôi Hoàng đế mở yến tiệc, phong thưởng cho bề tôi. Đài Công làm Thái bảo tiền quân, Châu Công làm Thái bảo trung quân, Quốc Công làm Thái bộc hậu quân; thưởng kim tiền, gấm vóc hơn 50 cân, cho về quê vinh qui bái tổ. Ba ông về quê lễ bái cung lăng, chùa miếu, tiên tổ, cha mẹ.
Sau đó, Vua vời về triều giao chức Trưởng ấn Thái tể (Binh Bộ Thượng thư), chức Thái bộc (Lại Bộ Thượng thư); giao Nguyễn Bặc làm Định quốc cô
ng, Lê Hoàn làm Thập đạo tướng quân. Sau 3 tháng thì xảy ra vụ án Đỗ Thích giết vua. Ngay hôm đó, ba ông cùng Nguyễn Bặc chỉ huy quân vây bắt và chém Đỗ Thích, lập con thứ là Đinh Toàn lên ngôi. Sau vị vua này bị Lê Hoàn phế, gọi là Phế Đế. Ba ông cáo bệnh xin về quê chữa bệnh, trong lòng vẫn oán giận Lê Hoàn tư thông với Hoàng hậu, lấn át ngôi vương. Ba ông hưởng ứng hai bậc lão thần là Nguyễn Bặc, Đinh Điền đem năm ngàn quân chia làm 2 đạo thủy bộ tiến về kinh sư diệt Lê Hoàn. Các ông thúc quân đại chiến với Lê Hoàn hơn 10 trận, biết không thắng được liền dẫn quân về quê, đóng trong chùa thôn Xuân Phao, Văn Ổ. Sau các ông lại cho nghĩa binh các thôn xã về quê, động viên, ban thưởng quân tướng, phủ dụ nhân dân. Quân Lê Hoàn đến vây chùa. Ba ông biết không địch nổi, bèn cưỡi tuấn mã, cầm kiếm phá vòng vây chạy thẳng đến sông Tiểu Giang, tức là Cầu Châu thuộc địa phận thôn Văn Ổ, xã Lộng Đình. Sông rộng, lại không có cầu nên ngựa chùn chân. Quân Lê Hoàn đuổi đến vây bốn mặt, ba ông hóa ngay ở khu đất bên sông. Phu nhân hay tin chồng đã hóa bèn rút gươm tự vẫn. Lê Hoàn truyền lệnh cho dân chúng ngay hôm ấy đắp mộ, làm lễ an táng ba ông và Đặng Mộ Nương ở Văn Ổ theo nghi thức thiên tử; ban vàng, lụa, gấm vóc, lập đền miếu thờ cúng. Dân làng Xuân Phao, Văn Ổ lập đền thờ ở lăng mộ an táng. Bảy trang của Lộng Đình cùng Trình Xá, Cát Lư được phụng thờ đền nơi lăng mộ.
Đình, miếu thờ bốn vị thành hoàng làng ở các thôn thời Tiền Lê thuộc tổng Đại Từ, huyện Văn Lâm, nay là các thôn Văn Ổ, xã Đại Đồng, thôn Trịnh Xá (xưa là Trình Xá), thôn Cát Lư (Cát Con) xã Chỉ Đạo, huyện Văn Lâm, tỉnh Hưng Yên. Di tích còn lưu giữ nhiều cổ vật như bia đá, kiệu rước 24 người khiêng, bản thần tích chép công trạng bốn vị thành hoàng làng, những câu đối hoành phi lưu truyền tự cổ.

## Giao thông
Chỉ Đạo là một xã giáp ranh với thị xã Thuận Thành (Bắc Ninh), cách trung tâm thành phố Hà Nội 23 km có hệ thống giao thông thuận lợi cho phát triển kinh tế.
- đường sắt Hà Nội - Hải Phòng đoạn qua xã Chỉ Đạo dài 2,74km chạy song song với đường tỉnh 385
- Đường tỉnh 385 Như Quỳnh- Lương Tài đoạn qua xã Chỉ Đạo dài 2,74km
- Đường tỉnh 380 Cầu Gáy - Cầu Treo( Yên Mỹ) đoạn qua xã Chỉ Đạo dài 1,85km
- Đường gom khu công nghiệp phía Nam đường sắt chạy song song với đường 385 giao với đường tỉnh 380 tại dốc Nghĩa đoạn qua xã Chỉ Đạo dài 2,74km ( đang xây dựng).
- Đường ĐH 13 kéo dài giao với ĐT 385 tại ga Lạc Đạo kết nối với tỉnh Bắc Ninh đoạn qua xã Chỉ Đạo dài 1,36km, được quy hoạch nâng cấp thành đường tỉnh với số hiệu ĐT 381C.
- Đường ĐH 15 điểm đầu giao Quốc Lộ 5 tại thị trấn Như Quỳnh điểm cuối tại xã Lương Tài trong đó đoạn qua xã Chỉ Đạo dài 3,1km được quy hoạch là đường trục chính đô thị (đang GPMB).
- Ngoài ra trên địa bàn còn một số tuyến giao thông chính kết nối khu vực như đường ĐH 19, ĐH 14.
- Hệ thống xe buýt: HY01.